# Sindrome di Saldino-Noonan
La sindrome di Saldino-Noonan o sindrome coste corte-polidattilia di tipo 1 è una malattia genetica rara osteocondrodisplasica congenita a decorso letale, appartenente al gruppo delle sindromi caratterizzate da polidattilia, ipoplasia polmonare e insufficiente sviluppo delle costole.

## Epidemiologia e storia
La malattia prende il nome dal radiologo e pediatra statunitense Ronald M. Saldino e dal genetista Charles D. Noonan, che per primi la descrissero nel 1972.
La trasmissione della sindrome è di tipo autosomico recessivo; la sua incidenza è considerata ben inferiore a quella della similare sindrome di Verma-Naumoff.

## Clinica

### Segni e sintomi
Si rilevano ipoplasia delle costole (le quali risultano molto corte), ipoplasia del torace, ipoplasia dei polmoni e conseguente insufficienza respiratoria a decorso progressivo. Anche le ossa lunghe risultano ipoplasiche; spesso alle mani o ai piedi sono presenti una o più dita sovrannumerarie (polidattilia). Sono di frequente riscontro anche mento piccolo con micrognazia, oligoidramnios e radici nasali infossate. A livello cardiaco si rilevano inoltre difetti strutturali di vario genere; possono essere presenti anche atresia anale, malrotazione intestinale, ridotta lunghezza del tenue, atresia uretrale, ipoplasia degli organi genitali (soprattutto nei maschi), ipoplasia o aplasia dei reni, utero didelfo, cheiloschisi, palatoschisi, atresia esofagea e displasia dell'epiglottide.

### Esami strumentali e di laboratorio
La radiografia mostra costole corte e orizzontali (senza le normali curvature), assottigliamento metafisario di alcune ossa lunghe, alterazioni della struttura ossea e polidattilia. È frequente l'alterazione morfologica di parte dell'ilio; le ossa degli arti risultano fortemente accorciate; si riscontrano inoltre corpi vertebrali rimpiccioliti, dall'aspetto tondeggiante.

### Diagnosi prenatale
È possibile effettuare la diagnosi prenatale della sindrome mediante un'ecografia ostetrica volta a evidenziare le alterazioni nello sviluppo e nella morfologia delle ossa del feto.